# Édouard Agnius
Édouard (Eugène Joseph) Agnius (1874-1900) est un missionnaire catholique français né à Haubourdin le 27 septembre 1874, mort massacré en Chine le 11 juillet 1900 à La-Tse-Tchang pendant la guerre des Boxers.

## Origines et formation
Il naît à Haubourdin le 27 septembre 1874 dans une famille catholique très pratiquante du diocèse de Cambrai. Il est le fils de Paul Agnius, directeur de filature, et de Zoé Hennocq. Il est le frère de Paul Agnius, (Haubourdin le 18 avril 1876, Lille le 17 février 1954), prêtre catholique du diocèse de Cambrai, puis de Lille, ordonné en 1900, Curé-doyen de Saint Jean-Baptiste de Dunkerque en 1924, de Notre-Dame de Roubaix en 1931, Chanoine honoraire en 1931. Il rédigera une biographie de son frère. Deux autres, frères Maurice et Francis, seront lazaristes. 
Après des études au petit séminaire de Cambrai, Édouard entre aux Missions étrangères de Paris. 

## Missionnaire
Il est ordonné prêtre en 1897 et envoyé missionnaire en Mandchourie, à l'époque Mission tranquille et florissante, le 28 juillet 1897.
Arrivé sur place il suit une formation pour apprendre le chinois.
En 1898, il est envoyé auprès du Père Viaud pour faire l'apprentissage de son ministère. Quelques mois plus tard, il fut placé par l'évêque Mgr Guillon dans le district de Kouang-ning nouvellement érigé en Mandchourie méridionale. Il se montre efficace et fait de nombreuses conversions. Il s'occupe également d'un orphelinat non encore officiellement reconnu et donc ne recevant pas d'aide et dont il doit assurer la charge, notamment grâce aux subsides reçus de ses parents. Lui même évite tout superflu, allant même jusqu'à se priver du nécessaire au point de s'affaiblir et se fait chapitrer en 1899 par le Vicaire Apostolique pour retrouver un plus juste milieu. En juin 1900, il est rejoint un temps par le Père Bayard, son ami d'enfance originaire lui aussi du diocèse de Cambrai.
Lorsqu'éclate la révolte des Boxers, il pense d'abord le 22 juin à rejoindre ses ouailles et mettre à l'abri ses orphelines. La situation devenant trop tendue, il rejoint les Pères Viaud et Bayard à Tché Tzé Touen le 1er juillet . Dès son départ son église et sa résidence sont pillées et incendiées. Les trois missionnaires sont encerclés et n'ont pas de solution de repli. Ils quittent la ville et tentent de se cacher dans les hautes herbes environnantes. Ils y restent deux jours sans nourriture et sans eau et se font dépouiller par des brigands. Ils reçoivent l'ordre de rejoindre le port le plus proche. Ils se déguisent en portant des habits chinois, mais sont découverts près du village de La-Tsé-tchang. On les accusa d'avoir voulu empoisonner l'eau du puits du village et ils sont massacrés le 11 juillet 1900 à La Tsé Tchang. Les corps ont été jetés dans le fleuve Liao à Soang Tsai Tsé Heu. Édouard Agnius avait 26 ans.
La nouvelle de la mort des missionnaires est annoncée par un courrier de M. Choulet, supérieur de la Mission de la Mandchourie méridionale.
Le portrait crayonné du père Agnius figure dans le journal La Croix du 2 août 1900.
Édouard Agnius périt ainsi du fait de la révolte des Boxers pour qui les missionnaires et leurs convertis étaient des agents à la solde des « diables étrangers ». Les massacres n'épargnèrent pas les Chinois convertis.